# Nox (Einheit)
Das Nox (von lat. nox = Nacht), Einheitenzeichen nx, ist eine veraltete und seit dem 1. Januar 1978 ungesetzliche Einheit der Dunkelbeleuchtungsstärke für Leuchtdichten, bei denen die Stäbchen der Netzhaut teilweise bei der Vermittlung des Lichteindrucks mitwirken.
Die gesetzliche SI-Einheit der Beleuchtungsstärke ist heute das Lux (lx).
1 nx = 1 mlx = 1/1000 lx